# Damien Crosse
Damien Crosse (Miami, Florida, 11 de febrero de 1982) es un actor pornográfico estadounidense de origen cubano.
Con su excompañero Francesco D'Macho lanzó en 2008 un estudio de porno gay, Stag Homme, con sede en Madrid (España). Crosse y D'Macho se casaron en 2009, pero se divorciaron al año siguiente. En Francia es conocido por aparecer en portadas de novelas publicadas por H&O.
Crosse es conocido por la forma fuerte y desinhibida de posar en las escenas sexuales, a menudo acompañada de escupir y golpear. También suele ser reconocido por sus peculiares gemidos y su forma de actuar durante la relación sexual. Es bien conocido por su estilo sexual agresivo y sus fuertes gemidos animales durante las relaciones sexuales, que incluyen gruñidos, ladridos y aullidos.En la película Mens Room III: Ozark Mtn. La salida 8 estuvo involucrado, junto con Tyler Saint, en una escena de doble penetración a Jesse Santana.

## Filmografía
- 2004 : Truck Stop Músculo (Pacific Sun Entertainment)
- 2006 : Breathless (Titán Media)
- 2006 : Cop Shack se 101 de Joe Prenda (Titán Media)
- 2006 : Folsom Filth de Brian Mills (Titán Media)
- 2006 : Hitch (Titán Media)
- 2007 : Breakers (Titán Media)
- 2007 : Campus Pizza (Titán Media)
- 2007 : Command Puesto (Titán Media)
- 2007 : H2O (Titán Media)
- 2008 : Folsom Prisión (Titán Media)
- 2008 : Home Bodies (Raging Stallion Studios)
- 2008 : Hotter Than Hell Marcha 1 (Raging Stallion Studios)
- 2008 : Miente Room III: Ozark Mtn. Exit 8 (Titán Media)
- 2008 : Telescope (Titán Media)
- 2008 : To The Last Man - Marcha 1 The Gathering Storm (Raging Stallion Studios)
- 2008 : To The Last Man - Marcha 2 Guns Blazing (Raging Stallion Studios)
- 2008 : Warehouse (Titán Media)
- 2009 : Stag Fight (Raging Stallion Studios)
- 2010 : Stag Reel (Raging Stallion Studios)
- 2010 : Stag Candy de Francesco De Macho y Damien Crosse (Raging Stallion Studios)
- 2011 : Animus de Steve Cruz y Bruno Bond (Raging Stallion Studios)
- 2011 : Men in Love de Michael Lucas y mr. Pam (Lucas Entertainment)
- 2012 : Cock Riders (Lucas Entertainment)
- 2013 : Addicted (Raging Stallion Studios)
- 2013 : Sexo en Barcelona de Tony DiMarco (Raging Stallion Studios)
- 2014 : Gay of Thrones (Men.com)
- 2014 : Under My Skin (Raging Stallion Studios)
- 2015 : Sunstroked (Titán Media)
- 2015 : Batman vs Superman: TIENE Gay XXX Parody (Men.com)
- 2016 : Good Servicio (Lucas Entertainment)
- 2016 : Rough & Ready (CockyBoys)

## Premios y nominaciones
| Año  | Premio        | Categoría            | Resultado | Referencias |
| ---- | ------------- | -------------------- | --------- | ----------- |
| 2008 | GayVN Awards  | Mejor Solo           | Nominado  | [ 3 ]       |
| 2008 | Grabby Awards | Mejor Solo           | Nominado  | [ 4 ]       |
| 2008 | Grabby Awards | Mejor dúo            | Nominado  |             |
| 2009 | XBIZ Awards   | Artista LGBT del Año | Nominado  | [ 5 ]       |